# スラヴ神話

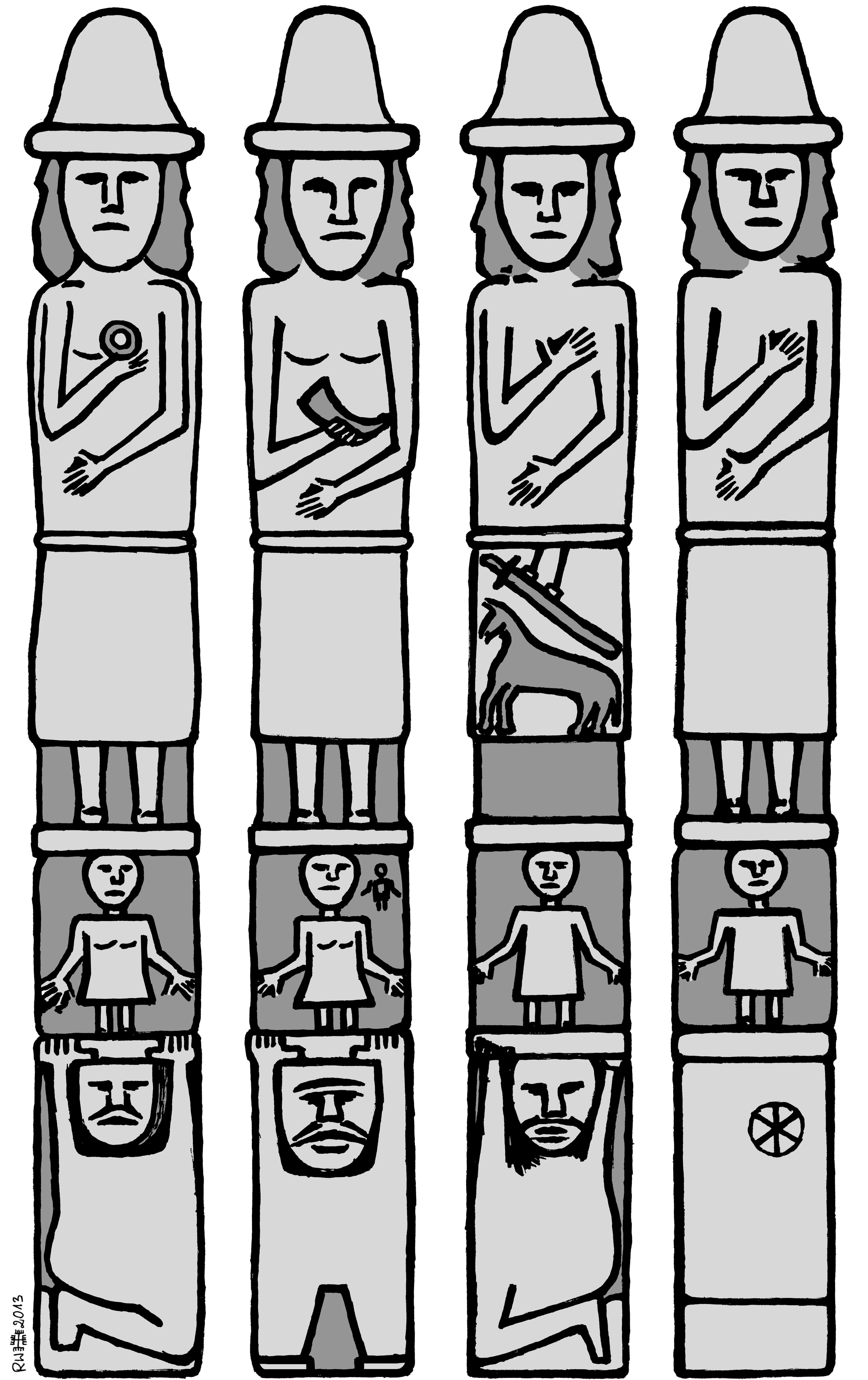
ズブルチの偶像の世界の構造。以下に、地球を保持している3つのクトニオスの神々が描かれている。

スラヴ神話（スラヴしんわ、Slavic mythology）とは、9世紀頃までにスラヴ民族の間で伝えられた神話のことである。

## 概要
スラヴ民族は文字を持たなかったため、伝えられた神話を民族独自に記録した資料は存在しない。スラヴ神話が存在した事を記す資料として、9世紀から12世紀の間に行われたキリスト教改宗弾圧の際の「キリスト教」の立場から記された断片的な異教信仰を示す内容の記述が残るのみである。
スラヴ神話は地方により様々なバリエーションがあったことが近年の研究により明らかになっている。

## スラヴ神話の神々

### 東スラヴの神々
キエフ・ルーシでもっとも古い年代記である『原初年代記（過ぎし年月の物語）』には、東スラヴで信仰されていた神々に関する記述がある。それによれば、980年頃、ヴラジーミルが宮殿近くの丘に下記の6柱の神々の像を設置させたという。
- 雷神ペルーン (Perun)
- 豊穣神ヴォーロス／ヴェレス (Volos / Veles)
- 風神ストリボーグ (Stribog)
- 太陽神ダジボーグ (Dazhbog)
- 太陽神？ホルス (Khors, Xors)
- 女性労働の守護神と母なるモコシ (Mokosh)
- 七頭神セマルグル (Semargl)

以下に、除村吉太郎訳の『原初年代記』の記述を引用する。
他に、以下の神々も知られている。
- 火神スヴァローグ (Svarog)[5]
- 出産と運命の神ロード (Rod) と ロジャニツァ (Rozhanitsa)[注 1]

おそらく、スラブ神話には、天体の擬人化された神々（ペルーン、ダジボーグ、モコシ）とクトニオスの神々の両方が存在していた。。

### 西スラヴの神々
西スラヴで信仰されていた主要な神々は、『スラヴ年代記』などの資料に十柱ほどが記録されている。この地域では軍神が主に信仰されていた。
- 軍神スヴェントヴィト (Sventovit)
- 軍神トリグラフ (Triglav)
- 軍神、豊饒神ヤロヴィト（ Jarovit。セルビアの豊穣神ヤリーロを参照）
- 軍神、太陽神ラデガスト（英語版）（ Radegast）

### 南スラヴの神々
南スラヴでは下記の神が知られている。
- 幸福の神ベロボーグ (Belobog)
- 不幸の神チェルノボグ (Chernobog)

### 英雄の神格化
歴史上の英雄を神格化したと考えられている下記の神々も知られている。
- キイ (Kii)
- シチェーク (Shchek)
- ホリフ (Khoriv)
- ツェフ (Tsekh)
- リャフ (Lyakh)
- クラク (Krak)

## 民間信仰
10世紀にスラヴにおいてキリスト教への改宗が進められ、主要な神々（神格）への信仰が失われた。しかし下記のような「小神格（ディイ・ミノーレス）」については、キリスト教徒となったスラヴ人の生活の中に民間信仰として残ってきた。これらは自然現象などに由来した精霊と考えられている。
- 家の精ドモヴォーイ
- 水の精ヴォジャノーイ
- 森の精レーシー
- 水の精ルサールカ
- ゾリャー（英語版） （オーロラ [要検証 – ノート]の神格化）[19]

さらに、下記のような存在は昔話にも登場する。
- 魔女の老婆バーバ・ヤーガ
- 不死の老人コシチェイ
- 寒さのジェド・マロース

スラヴの民間伝承で特に有名なのは、吸血鬼(シチシガ)と人狼(ヴィルコラク)に関するものである。

## スラヴ神話の研究
スラヴ神話の研究は19世紀半ば頃からロシア神話学派と呼ばれる一連の研究者らの手によって開始された。
1960年代以降より、ロシアの言語学者イワーノフ、トポロフ、トルストイ、ウスペンスキー、考古学者ルイバコフ、叙事詩研究者メレチンスキーらによって古代スラブの神話世界を再構築しようとする試みが行われている。その他の研究者に、ロマーン・ヤーコブソンがいる。